# SWAT 4: The Stetchkov Syndicate
SWAT 4: The Stetchkov Syndicate è un'espansione del videogioco di genere Sparatutto in prima persona tattico SWAT 4. L'espansione è prodotta e distribuita da Vivendi Universal, e rappresenta la prima espansione della serie SWAT. L'obiettivo dell'espansione è l'inseguimento e l'eliminazione della famiglia Stetchkov.

## Nuove caratteristiche
- Aggiunto il supporto VoIP per il gioco multiplayer;
- Aggiunte sette nuove missioni;
- Aggiunte due nuove modalità multiplayer, Smash and Grab e Co-op QMM;
- Aggiunte alcune nuove armi: FN 90, Tec-9, Desert Eagle, Cobra, Colt Accurized Rifle, M249, HK69;
- Introdotta la possibilità di giocare in 10 con due squadre da 5;
- Aggiunto nuovo equipaggiamento per SWAT e criminali;
- Nuova gestione per la squadra.